# Ludwigsburg (Rodewisch)

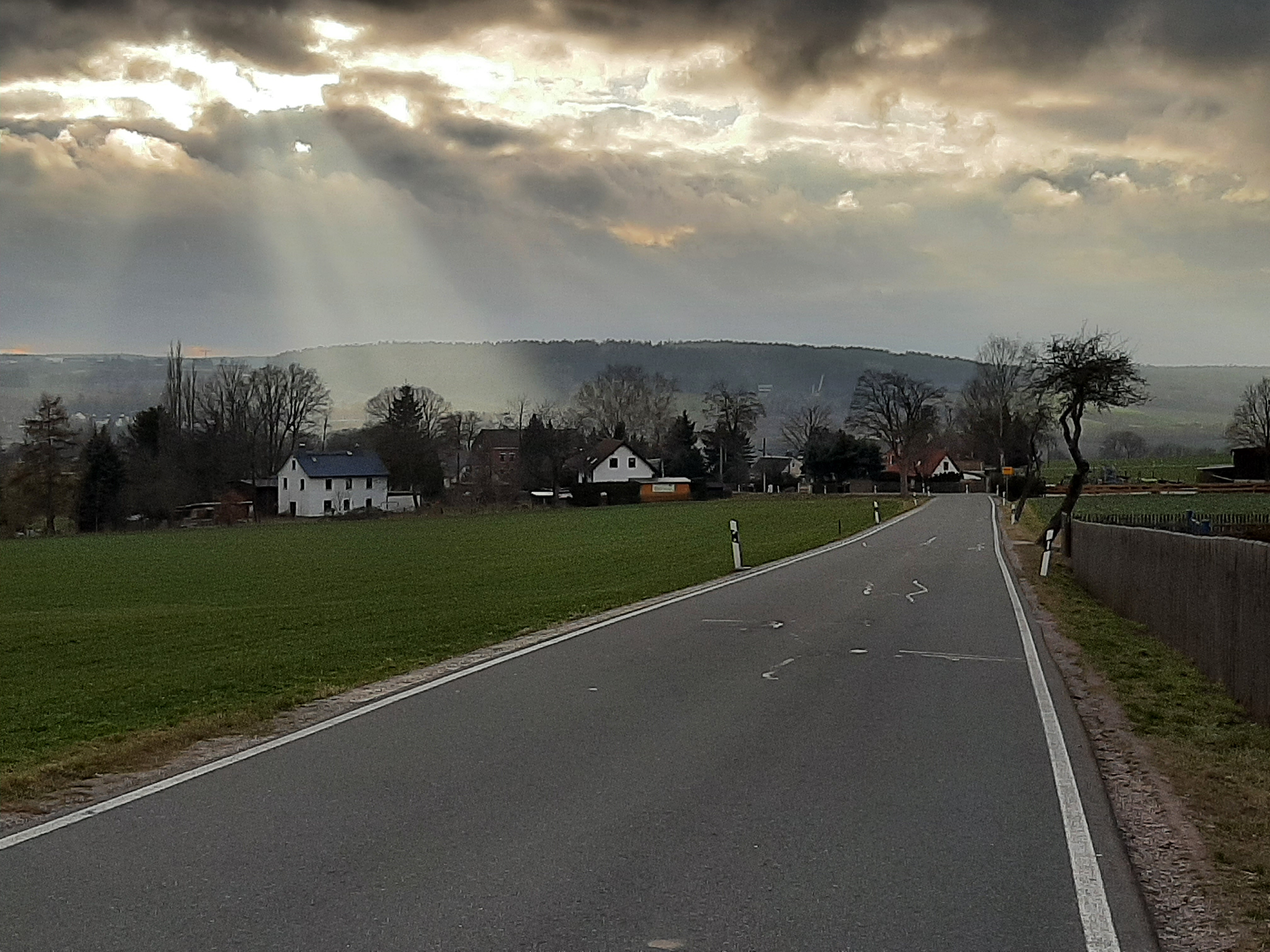
Ludwigsburg vom Hochbehälter aus gesehen

Die Ludwigsburg ist eine Ortslage der Stadt Rodewischs im Sachsen. 1839 war Ludwigsburg Untergöltzsch untertänig.

## Lage

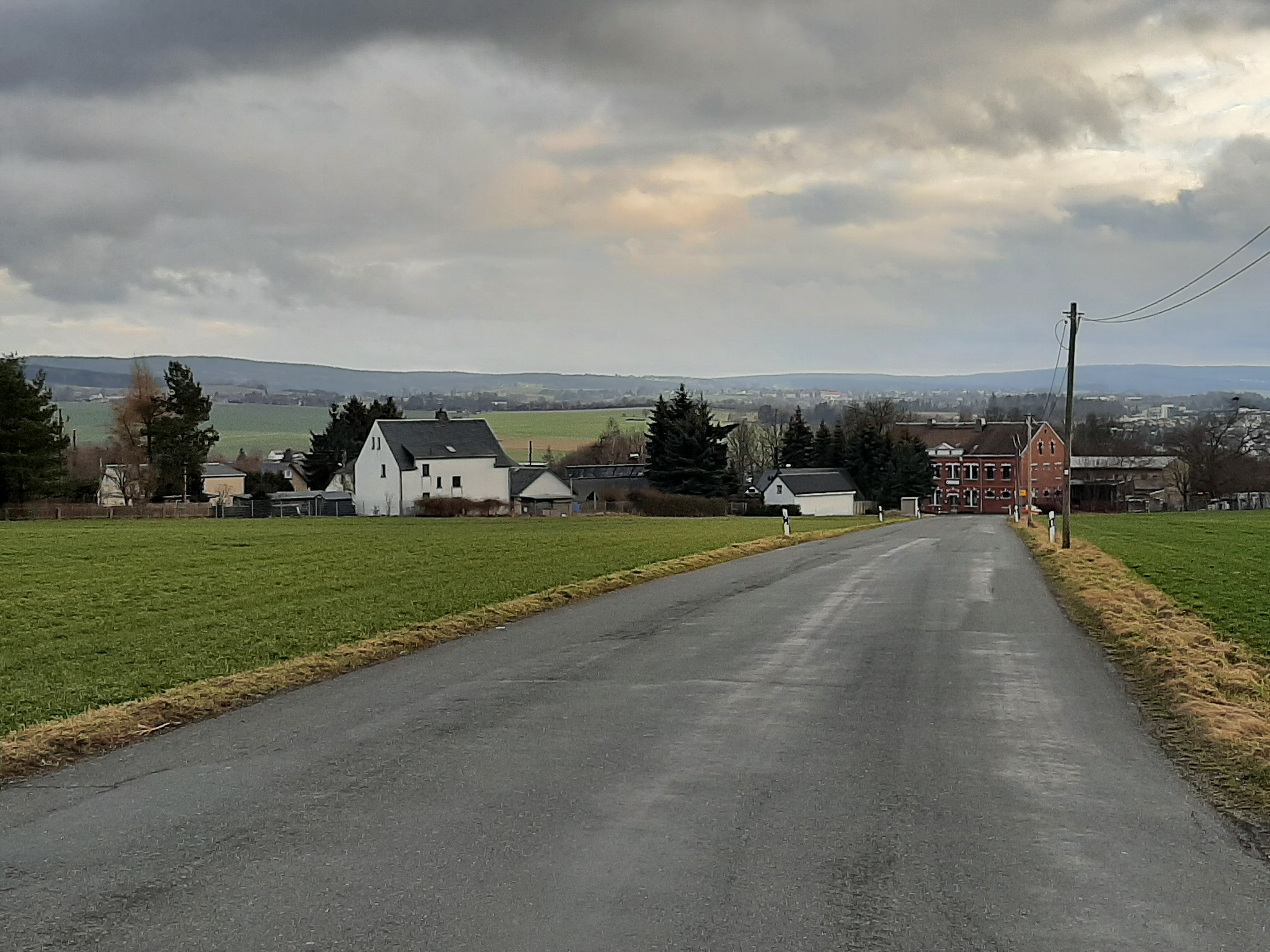
Ludwigsburg von der Rützengrüner Straße aus gesehen

Die Siedlung liegt vom Rodewischer Stadtzentrum in nordöstlicher Richtung auf dem Höhenrücken zwischen Wernesbach und Plohnbach auf der Rodewisch zugewandten Seite. Die Ludwigsburg ist an der Kreuzung aus Neuer Wildenauer Straße, Burgstraße, Röthanbacher Straße und der S 280 Richtung Wildenau gelegen, ist also gut angebunden. Die Burgstraße wurde 1878 nach ihrer zur Ludwigsburg führenden Funktion entsprechend benannt.
Bei der Ludwigsburg handelt es sich um eine geschlossene Häusergruppe.

## Geschichte

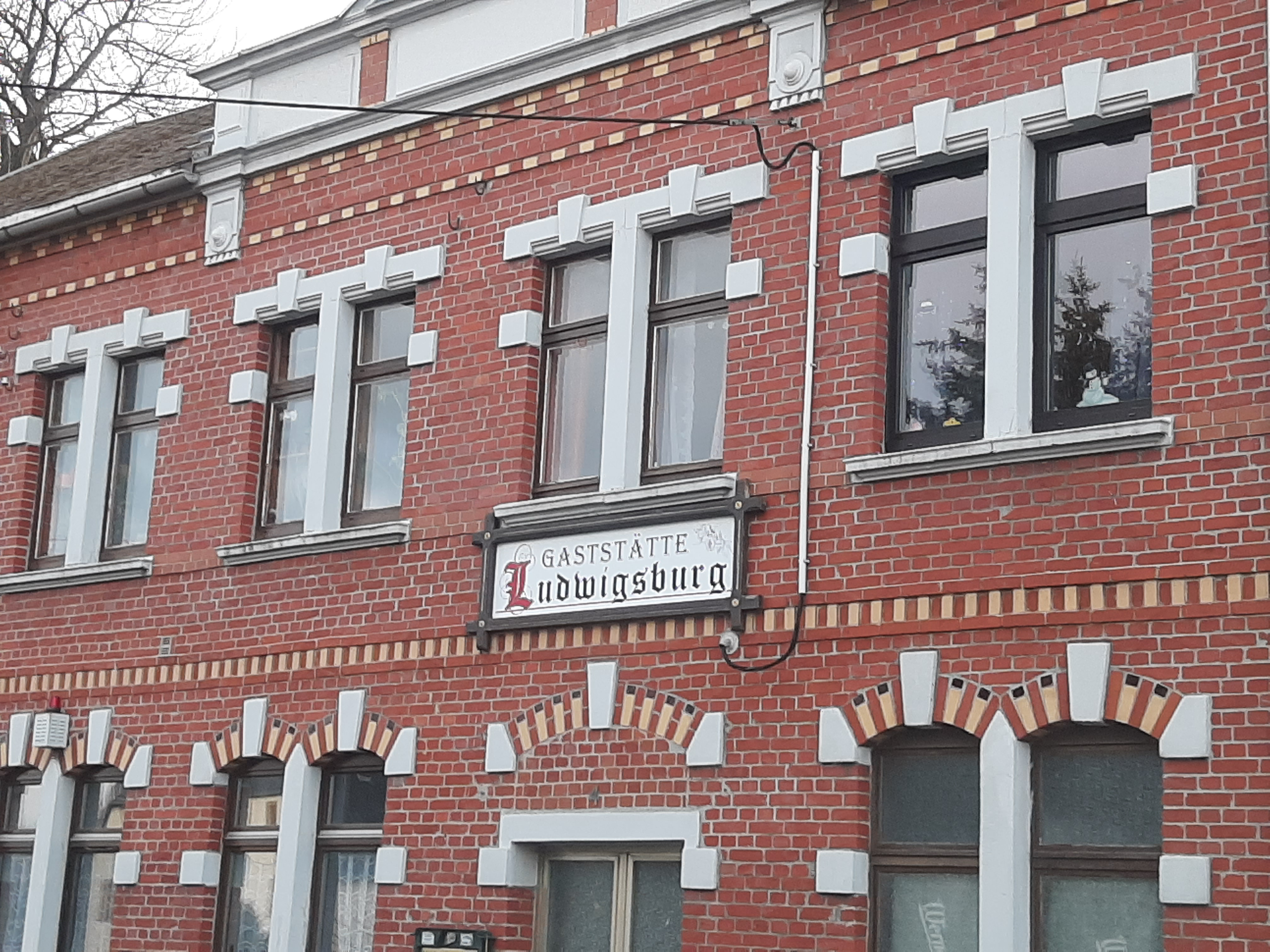
Gaststätte Ludwigsburg 2023

Die Ludwigsburg ist eine vergleichsweise junge Ansiedlung. Die ungefähr so große Zeidelweide wurde schon 1399 erwähnt, die Ludwigsburg erst 1830. Es wird vermutet, dass die Siedlung erheblich älter ist. Die nächsten Namensnennungen 1845, 1861, 1876 und 1877 lauten auch auf Ludwigsburg. 1880 lebten im Ortstheil Ludwigsburg in 11 Häusern 77 Personen.
Der Ortsname leitet sich vom Vornamen Ludwig und einem größeren und abgelegenen Bauernhof oder einem zumindest aus Steinen gebauten Haus, einer sogenannten „-burg“, ab, wobei auch eine scherzhafte Benennung möglich ist.
Zentrum der Siedlung ist das Gasthaus „Zur Ludwigsburg“. Sie ist ebenfalls seit 1830 als Lindners Gasthof zur Ludwigsburg belegt. Nachdem das ursprüngliche Haus 1898 abbrannte, errichtete O. Kämpf nach dem Erwerb des auch 8 ha umfassende Grundstücks 1904 den heute noch existenten Klinkerbau. Das Gasthaus war die Heimstätte vieler Rodewischer Vereine. Der Falkensteiner KPD-Funktionär Max Hölz, der mit dem Anschlag auf das Rodewischer Rathaus 1929 in Verbindung gebracht wird, wurde hier mehrmals polizeilich gesucht, weil sich das KPD-Parteibüro auf der nahegelegenen Burgstraße befindet.
Letztes Haus in Richtung Wildenau ist der zwischen 1904 und 1906 errichtete Wasser-Hochbehälter, der das Wasser vom Kuhberggebiet in das Rodewischer Wassernetz einspeist. Er steht unter Denkmalschutz.
Unweit des Gasthauses liegt das Schwedengrab. Es wird mit im Dreißigjährigen Krieg an Pest verstorbenen schwedischen Soldaten in Verbindung gebracht.